# Grofgetande populier
De grofgetande populier (Populus grandidentata) is een soort uit de wilgenfamilie (Salicaceae). De soort komt oorspronkelijk uit het oosten van Noord-Amerika. 

## Kenmerken
De grofgetande populier wordt ongeveer 35 meter hoog en is een snelgroeiende soort. De stam is lichtgrijs van kleur. Bij jongere exemplaren is de bast glad van textuur, maar op latere leeftijd verruwt deze. De takken zijn viltig grijs wanneer de boom jong is, maar uiteindelijk worden ze glad en bruinachtig van kleur. De knoppen zijn grijs en bedekt met grijze haren. De bladeren staan afhankelijk van de omgeving op korte of op langere loten. De bladeren op de langere loten zijn eirond en worden tussen de 7 en 10 centimeter lang. De bladschijf is puntig van vorm en grof getand. Wanneer de plant jong is, zijn de bladeren aan de bovenkant donkergroen van kleur en aan de onderkant viltig grijs, op latere leeftijd worden de bladeren aan de onderkant kaal en verandert de kleur naar een meer blauw-groene tint. De bladeren op de korte loden hebben een elliptische vorm en hebben een scherpe stengel die tussen de 2.5 en 6 centimeter lang is. De soort wordt ongeveer 100 jaar oud en na 60-70 jaar begint deze af te takelen. De soort wortelt ondiep, maar de wortels beslaan een groot gebied en kunnen meer dan 50 meter lang worden.  

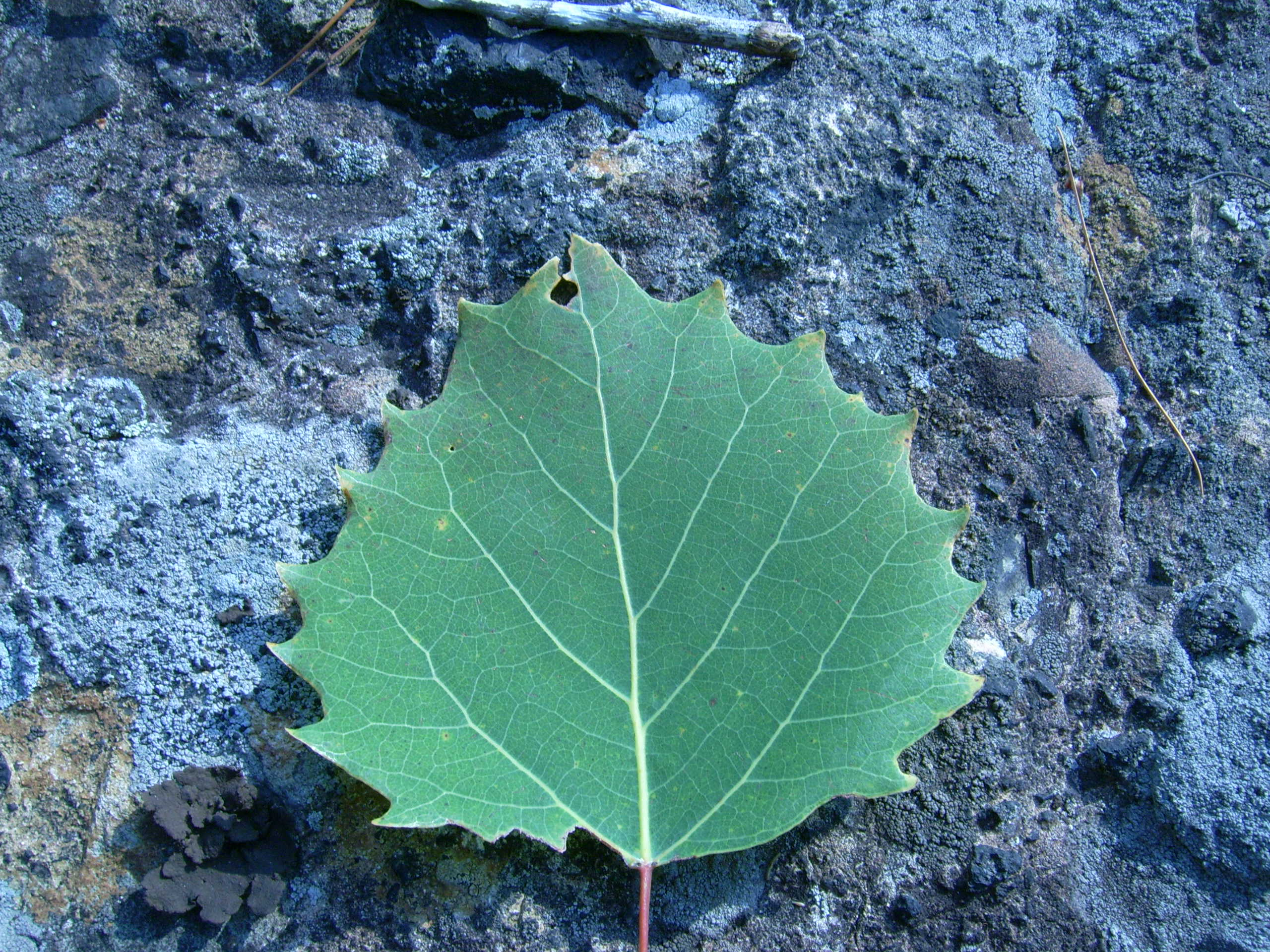
Blad

De bloemen van de grofgetande populier zijn tweehuizig. De mannelijke katjes zijn tussen de 3,5 en 6 centimeter lang. De schutbladeren zijn gelobd en omzoomd. De mannelijke bloemen hebben zes tot twaalf meeldraden. De vrouwelijke bloemen hebben vier meeldraden per stijl. De lengte van de vruchten varieert van 6 tot 12 centimeter. De soort bloeit van maart t/m mei en draagt vrucht van mei t/m juni. De soort heeft 38 chromosomen.

## Verspreiding
Van oorsprong komt de soort voor in Noord-Amerika en Canada. De soort komt van oorsprong voor in de Canadese provincies:  New Brunswick, Nova Scotia, Ontario, Prince Edward Island en Québec. Daarnaast komt de soort voor in het oosten van Manitoba. In de Verenigde Staten komt de soort voornamelijk voor in de centraal-noord  en noordoostelijk gelegen staten. 

## Ecologie
De soort groeit in bossen met een lage soortendiversiteit op een hoogte van minstens 1000 meter boven zeeniveau. De soort groeit in vol licht op droge tot matig vochtige, zandige zure tot neutrale gronden. De soort is winterhard. De soort is in staat zichzelf aan te passen een omgeving waarvan de standplaatsfactoren niet optimaal zijn. Normaal groeit de soort op zandbodems maar kan zich ook aanpassen een meer rotsige bodem. Het grondwater heeft meestal een diepte van 4-5 meter tot onder het maaiveld.
... ·  
P. ×acuminata · 
P. adenopoda · 
P. afghanica · 
P. alba (Witte abeel) · 
P. angustifolia (Smalbladige populier) · 
P. balsamifera (Ontariopopulier) · 
P. ×berolinensis (Siberische balsempopulier) · 
P. ×canadensis (Canadapopulier) · 
P. candicans · 
P. ×canescens (Grauwe abeel) · 
P. cathayana · 
P. davidiana · 
P. deltoides (Amerikaanse populier) · 
P. euphratica · 
P. fremontii · 
P.  grandidentata (Grofgetande populier) · 
P. guzmanantlensis ·  
P. heterophylla (Hartbladige populier) · 
P. ilicifolia · 
P. ×interamericana (Zwarte balsemhybride) · 
P. ×jackii · 
P. koreana · 
P.  lasiocarpa (Ruwe populier) · 
P. laurifolia (Laurierpopulier) · 
P. maximowiczii (Koreaanse balsempopulier) · 
P. mexicana · 
P. nigra (Zwarte populier) · 
P. nigra var. italica (Italiaanse populier) · 
P. rotundifolia · 
P. sieboldii · 
P. simonii (Chinese balsempopulier) · 
P. suaveolens · 
P. szechuanica · 
P. ×tomentosa ·  
P. tremula (Ratelpopulier) · 
P. tremuloides (Amerikaanse ratelpopulier) · 
P. trichocarpa (Zwarte balsempopulier) · 
P. tristis · 
P. wilsonii (Wilsonpopulier) · 
P. yunnanensis · 
...